# Tungsten
La població de Tungsten es troba a la Cantung Mine als Territoris del Nord-oest del Canadà. S'hi accedeix des de Watson Lake, Yukon. Tungsten va ser construïda el 1961 i la seva mina de tungstè va entrar en operacions el 1962 com una gran mina oberta a les Muntanyes Mackenzie. Durant la dècada de 1960 va arribar a tenir 120 habitants i el 1979 hi vivien unes 506 persones, baixant a 280 cap al 1986 en el qual es tancà la mina (Cantung Mine). Actualment és considerada informalment com una ciutat fantasma.
Aquesta comunitat és l'única dels Territoris del Nord-oest que té la zona horària del Pacífic en lloc de la zona horària de Muntanya (Mountain Time Zone).